# Space Dandy
Space Dandy ( スペース☆ダンディ?, Supēsu Dandi) è una serie anime del 2014 diretta da Shinichirō Watanabe, sceneggiata da Dai Satō e prodotta da Bones.

## Trama
Dandy, il protagonista, è un cacciatore di alieni e il "primo dandy dello spazio". L'anime è ambientato in un lontano futuro nel quale l'umanità ha raggiunto i confini dell'universo. Dandy, con il suo compagno robot QT, vaga alla ricerca di alieni che nessuno ha mai visto prima. Insieme a Dandy e QT viaggia un alieno simile a un gatto con un nome difficile da pronunciare che viene chiamato semplicemente Miao.

## Personaggi

### Aloha Oe
Dandy (ダンディ?, Dandi)
Doppiato da: Junichi Suwabe
Space Dandy è un dandy spaziale. È un giovane uomo accomodante e distratto che lavora come cacciatore di alieni, che consiste nel visitare varie galassie al fine di trovare alieni rari da far registrare al Centro Registrazioni Alieni. È il capitano dell'Aloha Oe (アロハオエ号?, Arohaoe-gō), la sua personale nave spaziale. Frequenta spesso i locali della catena di ristoranti BooBies (ブービーズ?, Būbīzu), dove coltiva il suo feticismo per i posteriori femminili. Inconsapevolmente, Dandy possiede dentro di se il Ponio: una energia divina che lo rende potenzialmente una divinità e che sarebbe in grado di riplasmare l'universo intero a suo piacimento.  Il suo gusto in fatto di donne è a dir poco anormale, avendo avuto una relazione perfino con Catherine: un essere femminile tetradimensionale, proveniente dalla terza dimensione.
QT (?)
Doppiato da: Uki Satake
È un membro del gruppo di Dandy. È un robot con un aspetto simile ad un aspirapolvere. È il più intelligente membro dell'equipaggio. Nonostante gli aspetti femminili della sua voce, Dandy e Miao si riferiscono a lui come un maschio. Ha emozioni, anche se la maggior parte le sembrano confuse, estranee e inutili per un computer.
Miao (ミャウ?, Myau)
Doppiato da: Hiroyuki Yoshino.
Il suo aspetto è simile a quello di un gatto e proviene da Betelgeuse. Entra a far parte dell'equipaggio dopo aver incontrato Dandy e QT, che l'avevano scambiato per un alieno raro. Il suo vero nome è Me#$%* (pronunciato Merowmreowreow). Dandy e QT lo chiamano "Miao" perché non comprendono il suo vero nome. Viene da un lignaggio di tornitori. È scappato dal suo pianeta per non seguire le orme del padre, e perché lo considerava monotono.

## Personaggi rincorrenti
Dr.Gel (ゲル博士?, Geru-hakase)
Doppiato da: Unshō Ishizuka
Il Dr.Gel è uno scienziato simile a un gorilla che lavora per l'Impero Gogol, e insegue senza sosta Dandy dalla sua astronave, che assomiglia alla testa della Statua della Libertà con un bavaglio a palla in bocca che può essere attaccato a un corpo robotico. Tuttavia, nonostante sia andato vicino a catturare Dandy in alcune occasioni, Gel finisce sempre per fallire in modo umiliante o per affondare con la sua astronave. Dr. Gel è ossessionato dal fatto di catturare Dandy per avre il Ponio, consapevole che diventerebbe un dio. Il suo personaggio assomiglia a Jet Black di Cowboy Bebop (con cui condivide il doppiatore giapponese) e al Dr. Gori di Spectreman.
Bea (ビー?, Bī)
Doppiato da: Kosuke Hatakeyama.
Bea è l'assistente del Dr. Gel, un minuscolo alieno la cui testa ricorda una melanzana. Viene quasi sempre coinvolto nelle conseguenze del suo capo, facendo come lui delle pessime figure.
Honey (ハニー?, Hanī)
Doppiata da: Yurin.
Honey è una ragazza bionda che lavora come cameriera al ristorante spazziale BooBies. Il suo vero nome è Lady Nobra. Honey sembra apprezzare sempre le visite abituali di Dandy e del suo equipaggio Aloha Oe. Ragazza un po' svampita, sempre allegra dal carattere solare. Non si imapurisce mai, nemmeno nelle situazioni di pericolo, prendendo quasi sempre con divertimento la cosa. Si scoprirà più avanti che è per metà aliena da parte di padre. Honey è infatti una mezza Cloudiana. Nonostante sembri essere poco intelligente, possiede in realtà, un'intelligenza sovrumana. Il Dottor Gel, nel catturarla cerca di scaricare il suo cervello per avere tutte le informazioni di Dandy, ma il computer esplode. Honey è spesso oggetto di attenzione di Dandy, anche se lei non ci bada. Honey ha un fratellastro, Cloudiano puro, Gentle Noble.
Scarlet (スカーレット?, Sukāretto)
Doppiata da: Houko Kuwashima.
Scarlet è una ispettrice composta e pragmatica del centro di registrazione degli alieni spaziali, incaricata di valutare gli alieni portati da Dandy e di pagarlo di conseguenza quando le porta un esemplare degno di nota. È anche un'abile combattente e riesce facilmente a smascherare i trucchi di Dandy quando cerca di ingannarla. Ha anche mostrato interesse romantico per Dandy in più di un'occasione nel corso della serie, oltre a varie storie d'amore fallite che include anche il suo ex fidanzato alieno stalker Dolph.

## Media

### Anime
La serie è stata trasmessa in Giappone da Tokyo MX a partire dal 5 gennaio 2014. Negli Stati Uniti è stata acquistata dalla Funimation  e trasmessa nel contenitore Adult Swim (Toonami) dal 4 gennaio 2014, anticipando la messa in onda giapponese. In Australia la serie è trasmessa online da Madman in lingua originale e doppiato in inglese.
In Italia, la serie è stata acquistata dalla Dynit, che ha pubblicato gli episodi in simulcast con sottotitoli in italiano sulla Web TV Popcorn TV a partire dal 7 gennaio 2014.
Dal 6 luglio 2014 in Giappone è stata trasmessa la seconda stagione, in Italia veniva trasmessa in simulcast sempre da Popcorn TV.

#### Episodi
| Nº         | Titoli italiani (versione sottotitolata) Giapponese 「Kanji」 - Rōmaji | In onda           | In onda           |
| Nº         | Titoli italiani (versione sottotitolata) Giapponese 「Kanji」 - Rōmaji | Giapponese        | Italiano          |
| Stagione 1 | |                   |                   |
| 1          | Vivi seguendo la corrente! 「流れ流されて生きるじゃんよ」 - Nagare Nagasarete Ikiru jan yo | 5 gennaio 2014    | 7 gennaio 2014    |
| 1          | Durante una sosta a Boobies, Dandy e QT vedono un alieno che non riconoscono a causa di un adesivo, così conoscono il nuovo membro dell'equipaggio Miao. Inseguiti dal Dr. Gel usano il teletrasporto warp e si trovano un pianeta abitato da strane creature. |                   |                   |
| 2          | Alla ricerca del ramen spaziale delle illusioni 「幻の宇宙ラーメンを探すじゃんよ」 - Maboroshi no Uchū Rāmen o Sagasu jan yo | 12 gennaio 2014   | 14 gennaio 2014   |
| 2          | Dandy e Miao cercano un leggendario ramen preparato da una misteriosa specie aliena. Scopriranno che il ramen proviene da un'altra dimensione e viene cucinato da un alieno che ha imparato sulla Terra la ricetta del ramen.                                  |                   |                   |
| 3          | A volte anche gli imbroglioni vengono imbrogliati 「騙し騙される事もあるじゃんよ」 - Damashi Damasareru Koto mo Aru jan yo | 19 gennaio 2014   | 21 gennaio 2014   |
| 3          | Un pericoloso alieno mette in pericolo Dandy e i suoi compagni, che non si accorgono della sua vera natura. |                   |                   |
| 4          | Ci sono momenti in cui neanche la morte ti ammazza 「死んでも死にきれない時もあるじゃんよ」 - Shinde mo Shini Kirenai Toki mo Aru jan yo | 26 gennaio 2014   | 28 gennaio 2014   |
| 4          | L'equipaggio pensa di aver trovato una specie sconosciuta, in realtà è un alieno zombie che presto contagerà tutti. |                   |                   |
| 5          | In viaggio si cerca compagnia, nello spazio simpatia 「旅は道連れ宇宙は情けじゃんよ」 - Tabi wa Michizure Uchū wa Nasake jan yo | 2 febbraio 2014   | 4 febbraio 2014   |
| 5          | Dandy riesce a catturare una giovane aliena ma invece di portarla al centro d'identificazione la aiuta a ritrovare suo nonno. |                   |                   |
| 6          | La grande guerra dei gilè e dei pantaloncini 「パンツとチョッキの戦争じゃんよ」 - Pantsu to Chokki no Sensō jan yo | 9 febbraio 2014   | 11 febbraio 2014  |
| 6          | Su un piccolo satellite si svolge una guerra centenaria tra due specie sconosciute in continua lotta. |                   |                   |
| 7          | Le corse spaziali sono dangerous 「宇宙レースはデンジャラスじゃんよ」 - Uchū Rēsu wa Denjarasu jan yo | 16 febbraio 2014  | 18 febbraio 2014  |
| 7          | L'equipaggio della Aloha Oe partecipa a una corsa spaziale. |                   |                   |
| 8          | Il pianeta del cane solitario 「一人ぼっちのワンコ星じゃんよ」 - Hitoribotchi no Wankoboshi jan yo | 23 febbraio 2014  | 25 febbraio 2014  |
| 8          | Su un pianeta discarica Dandy trova un vecchio cane abbandonato e due piccoli alieni sconosciuti. |                   |                   |
| 9          | Anche le piante sono esseri viventi 「植物だって生きてるじゃんよ」 - Shokubutsu Datte Ikiteru jan yo | 2 marzo 2014      | 4 marzo 2014      |
| 9          | Su un pianeta abitato da piante senzienti Dandy scopre cosa le ha rese speciali. |                   |                   |
| 10         | Il domani sarà sicuramente tomorrow 「明日はきっとトゥモローじゃんよ」 - Ashita wa Kitto Tumorō jan yo | 9 marzo 2014      | 11 marzo 2014     |
| 10         | L'equipaggio si trova sul pianeta natale di Miao dove trovano ospitalità dalla sua famiglia. Qui si trovano costretti a rivivere lo stesso giorno varie volte finché Miao non decide di cambiare.                                                              |                   |                   |
| 11         | Non mi ricorderò mai di te 「お前をネバー思い出せないじゃんよ」 - Omae o Nebā Omoidasenai jan yo | 16 marzo 2014     | 18 marzo 2014     |
| 11         | Dandy è in cerca di un alieno che è in grado di cancellare i ricordi. |                   |                   |
| 12         | Il camaleontidiano che nessuno conosce 「誰も知らないカメレオン星人じゃんよ」 - Dare mo Shiranai Kamereon-seijin jan yo | 23 marzo 2014     | 25 marzo 2014     |
| 12         | Mentre i tre protagonisti sono alla ricerca di un alieno in grado di cambiare aspetto, QT si appassiona alla pesca. |                   |                   |
| 13         | Anche gli aspirapolveri si innamorano 「掃除機だって恋するじゃんよ」 - Sōjiki Datte Koisuru jan yo | 26 marzo 2014     | 1º aprile 2014    |
| 13         | QT si innamora e per questo viene buttato in discarica perché considerato difettoso. Qui, insieme ad altri elettrodomestici con sentimenti, si troverà in mezzo a una rivolta.                                                                                 |                   |                   |
| Stagione 2 | |                   |                   |
| 14         | Non sarò mai l'only one 「オンリーワンになれないじゃんよ」 - Onrī Wan ni Narenai jan yo | 6 luglio 2014     | 8 luglio 2014     |
| 14         | Dandy incontra altri Dandy provenienti da altri universi, questo porterà a un paradosso. |                   |                   |
| 15         | Nelle tenebre c'è il suono dell'oscurità 「闇には闇の音色があるじゃんよ」 - Yami ni wa Yami no Onshoku ga Aru jan yo | 13 luglio 2014    | 17 luglio 2014    |
| 15         | Un raro alieno senza espressione facciale cerca di rubare il sorriso di Dandy, il cacciatore spaziale dovrà anche salvare QT e Miao. |                   |                   |
| 16         | Vado piano, vado sano e vado lontano 「急がば回るのがオレじゃんよ」 - Isogabamawaru no ga Ore Jan yo | 20 luglio 2014    | 22 luglio 2014    |
| 16         | Dandy compra una torcia che trasporta ciò che illumina in un altro pianeta. Terminate le batterie dovrà trovare un modo per tornare sulla nave grazie all'aiuto di un alieno pesce.                                                                            |                   |                   |
| 17         | Il nuovo studente è Dandy 「転校生はダンディじゃんよ」 - Tenkōsei wa Dandi Jan yo | 27 luglio 2014    | 29 luglio 2014    |
| 18         | Il Big Fish è enorme! 「ビッグフィッシュはでっかいじゃんよ」 - Biggu Fisshu wa Dekkai Jan yo | 3 agosto 2014     | 5 agosto 2014     |
| 18         | Dandy cerca di pescare un raro alieno di cui molti dubitano l'esistenza. |                   |                   |
| 19         | I gentiluomini dello spazio sono gentlemen 「宇宙紳士はジェントルマンじゃんよ」 - Uchū Shinshi wa Jentoruman Jan yo | 10 agosto 2014    | 25 agosto 2014    |
| 19         | Dopo una infruttuosa ricerca, Dandy incontra Scarlet e un cloudiano. |                   |                   |
| 20         | Rock 'n' Roll Dandy 「ロックンロール☆ダンディじゃんよ」 - Rokkunrōru ☆ Dandi Jan yo | 17 agosto 2014    | 25 agosto 2014    |
| 20         | Dandy e i suoi compagni mettono insieme una band con il comandante dell'impero Jaicro. |                   |                   |
| 21         | Un mondo senza tristezza 「悲しみのない世界じゃんよ」 - Kanashimi no Nai Sekai Jan yo | 24 agosto 2014    | 26 agosto 2014    |
| 21         | In uno strano mondo Dandy scopre di essere morto. |                   |                   |
| 22         | Balliamo tutti insieme, perché siamo tutti idioti 「同じバカなら踊らにゃ損じゃんよ」 - Onaji Baka nara Odoranya Son Jan yo | 31 agosto 2014    | 2 settembre 2014  |
| 22         | Con la danza Dandy fa tornare i Dancinghiani. |                   |                   |
| 23         | Gli innamorati sono trendy 「恋人たちはトレンディじゃんよ」 - Koibito-tachi wa Torendi Jan yo | 7 settembre 2014  | 9 settembre 2014  |
| 23         | Per scacciare il suo ex-fidanzato, Scarlet ingaggia Dandy come finto fidanzato, ma alla fine si innamorano l'una dell'altro. |                   |                   |
| 24         | Avventura di un'altra dimensione 「次元の違う話じゃんよ」 - Jigen no Chigaugatari Jan yo | 14 settembre 2014 | 16 settembre 2014 |
| 24         | Una dimensione in 2D arriva tramite il warp nella dimensione dei protagonisti, mentre Dandy incontra la sua ex-fidanzata Catherine. |                   |                   |
| 25         | L'imputato è Dandy 「裁かれるのはダンディじゃんよ」 - Sabakareru no wa Dandi Jan yo | 21 settembre 2014 | 23 settembre 2014 |
| 25         | Dandy viene accusato di omicidio e subisce un processo. |                   |                   |
| 26         | Neverending Dandy 「ネバーエンディングダンディじゃんよ」 - Nebāendingu Dandi Jan yo | 24 settembre 2014 | 30 settembre 2014 |
| 26         | Dandy viene catturato dall'Impero Gogol e l'universo rischia di essere distrutto. |                   |                   |

#### Doppiaggio

##### Doppiatori originali
- Dandy: Junichi Suwabe
- QT: Uki Satake
- Miao: Hiroyuki Yoshino
- Commodoro Perry: Banjō Ginga
- Dr. Gel: Unshō Ishizuka
- Bee: Kosuke Hatakeyama
- Honey: Chiaki Naitou
- Scarlet: Houko Kuwashima
- Mamitas: Ayana Taketatsu
- Adélie: Kana Hanazawa
- Prince: Yūki Kaji
- Z: Mamiko Noto
- Squeak: Naoki Tatsuta
- Pup: Keiko Han
- Fratelli Le Flea: Rikiya Koyama
- Dr. H: Mugihito Terada
- 033H: Tomoko Kaneda
- Cocamuka: Shōta Yamamoto
- Madre di Miao: Miyuki Ichijō
- Padre di Miao: Kazuhiro Yamaji
- Katie: Miyu Matsuki
- Lil' Mama: Yū Sugimoto
- Alethia: Sumi Shimamoto
- Idea: Shinji Ogawa
- Maker: Aya Hirano
- Registrer: Hiroki Gotō

#### Colonna sonora
- Sigla d'apertura - Viva Namida (ビバナミダ?, Biba Namida) eseguita da Yasuyuki Okamura;
- Sigla di chiusura - X-Jigen e Yōkoso (X次元へようこそ?, Ekkusu Jigen e Yōkoso) eseguita da Etsuko Yakushimaru.

#### Produzione
| N°         | Titolo                                               | Sceneggiatura                     | Storyboard         | Diretto da        | Supervisore                                    |
| Stagione 1 | Stagione 1                                           | Stagione 1                        | Stagione 1         | Stagione 1        | Stagione 1                                     |
| ---------- | ---------------------------------------------------- | --------------------------------- | ------------------ | ----------------- | ---------------------------------------------- |
| 1          | Vivi seguendo la corrente!                           | Shinichirō Watanabe               | Shingo Natsume     | Shingo Natsume    | Yoshiyuki Ito                                  |
| 2          | Alla ricerca del ramen spaziale delle illusioni      | Dai Satō                          | Sayo Yamamoto      | Sayo Yamamoto     | Hiroyuki Aoyama                                |
| 3          | A volte anche gli imbroglioni vengono imbrogliati    | Kimiko Ueno                       | Hiroshi Hamasaki   | Hiroshi Hamasaki  | Manabu Akita                                   |
| 4          | Ci sono momenti in cui neanche la morte ti ammazza   | Kimiko Ueno                       | Namimi Sanjo       | Ikuro Sato        | Tomohisa Shimoyama                             |
| 5          | In viaggio si cerca compagnia, nello spazio simpatia | Ichirō Ōkouchi                    | Akemi Hayashi      | Akemi Hayashi     | Tomohiro Kishi                                 |
| 6          | La grande guerra dei gilè e dei pantaloncini         | Dai Satō Michio Mihara            | Michio Mihara      | Michio Mihara     | Michio Mihara                                  |
| 7          | Le corse spaziali sono dangerous                     | Kimiko Ueno                       | Gorō Taniguchi     | So Toyama         | Yuriko Chiba Eiji Nakada                       |
| 8          | Il pianeta del cane solitario                        | Keiko Nobumoto                    | Hiroshi Shimizu    | Hiroshi Shimizu   | Hiroshi Shimizu                                |
| 9          | Anche le piante sono esseri viventi                  | Shinichirō Watanabe Eunyoung Choi | Eunyoung Choi      | Eunyoung Choi     | Kiyotaka Oshiyama                              |
| 10         | Il domani sarà sicuramente tomorrow                  | Kimiko Ueno                       | Masayuki Miyaji    | Masayuki Miyaji   | Seiichi Hashimoto Hiroyuki Aoyama              |
| 11         | Non mi ricorderò mai di te                           | Toh EnJoe                         | Atsushi Takahashi  | Hiroyuki Okuno    | Hiroyuki Okuno Hisashi Mori                    |
| 12         | Il camaleontidiano che nessuno conosce               | Kimiko Ueno                       | Toshio Hirata      | Satoshi Saga      | Chikashi Kubota                                |
| 13         | Anche gli aspirapolveri si innamorano                | Dai Satō                          | Shingo Natsume     | Shingo Natsume    | Tomohisa Shimoyama Gosei Oda                   |
| Stagione 2 |                                                      |                                   |                    |                   |                                                |
| 14         | Non sarò mai l'only one                              | Kimiko Ueno                       | Gorō Taniguchi     | Masahiro Mukai    | Yoshiyuki Ito Kazumi Inadome                   |
| 15         | Nelle tenebre c'è il suono dell'oscurità             | Keiko Nobumoto                    | Masashi Ikeda      | Toshiaki Kidokoro | Yuriko Chiba Eiji Nakada                       |
| 16         | Vado piano, vado sano e vado lontano                 | Masaaki Yuasa                     | Masaaki Yuasa      | Masaaki Yuasa     | Masaaki Yuasa                                  |
| 17         | Il nuovo studente è Dandy                            | Hayashi Mori                      | Takaaki Wada       | Takaaki Wada      | Hiroyuki Aoyama                                |
| 18         | Il Big Fish è enorme!                                | Kiyotaka Oshiyama                 | Kiyotaka Oshiyama  | Kiyotaka Oshiyama | Kiyotaka Oshiyama                              |
| 19         | I gentiluomini dello spazio sono gentlemen           | Keiko Nobumoto                    | Hiroshi Shimizu    | Hiroshi Shimizu   | Hiroshi Shimizu                                |
| 20         | Rock 'n' Roll Dandy                                  | Kimiko Ueno                       | Sayo Yamamoto      | Sayo Yamamoto     | Yoshiyuki Ito, Kazumi Inadome                  |
| 21         | Un mondo senza tristezza                             | Shinichiro Watanabe               | Yasuhiro Nakura    | Yasuhiro Nakura   | Yoshiyuki Ito, Kazumi Inadome, Chikashi Kubota |
| 22         | Balliamo tutti insieme, perché siamo tutti idioti    | Keiko Nobumoto                    | Yoshitomo Yonetani | Masato Miyoshi    | Yoshimichi Kameda                              |
| 23         | Gli innamorati sono trendy                           | Kimiko Ueno                       | Kotaro Tamura      | Masahiro Mukai    | Chikashi Kubota                                |
| 24         | Avventura di un'altra dimensione                     | Toh EnJoe                         | Fumihiko Takayama  | Satoshi Saga      | Toshihiro Kawamoto, Tsunenori Saito            |
| 25         | L'imputato è Dandy                                   | Dai Sato                          | Atsushi Takahashi  | Atsushi Takahashi | Michio Mihara                                  |
| 26         | Neverending Dandy                                    | Shinichiro Watanabe               | Shingo Natsume     | Shingo Natsume    | Yoshiyuki Ito, Gosei Oda                       |

### Manga
Dall'anime è stato tratto un manga pubblicato all'interno di Young Gangan, successivamente raccolto in 2 Tankōbon.

## Riferimenti a Cowboy Bebop e altre opere
Nel proseguire della serie svariati sono i riferimenti alla precedente serie di Cowboy Bebop e di altre opere.
- Il veicolo spaziale di Dandy ha delle somiglianze con l'astronave di riserva che usa Jet quando abbandona il Bebop per lavoro.
- Nel 4º episodio Dandy e i suoi compagni vengono tramutati in zombi. Tale episodio come ammesso dai titoli di coda è un omaggio al regista George A. Romero.
- Nell'8º episodio Dandy, QT e Miao atterrano su un pianeta di rifiuti somigliante al pianeta Callisto di Cowboy Bebop.
- Nel pianeta dei rifiuti nell'8º episodio Miao trova un frigorifero abbandonato che contiene del cibo ammuffito da cui esce una poltiglia blu che lo attacca. Il frigorifero è lo stesso scaraventato nello spazio da Spike in Cowboy Bebop nell'11º episodio Toys in the Attic.
- Nell'11º episodio il raggio laser "Aloha Beam" con la carica al 120 percento, il conto alla rovescia e gli occhiali protettivi per gli occhi sono un riferimento a Star Blazers 2199.
- La valuta Uron è la stessa che viene usata in Cowboy Bebop.
- Come in Cowboy Bebop anche in Space Dandy è presente il portale per permettere i viaggi interstellari per spostarsi fra le galassie.
- Nell'ultimo episodio viene mostrato un uccello identico a quello che si portava dietro Vicious nella serie Cowboy Bebop.
- Dandy con il pollice e l'indice mima una pistola. Tale gesto è lo stesso che fa Spike di Cowboy Bebop.
- La pistola laser che usa Dandy è la classica arma delle vecchie serie anime sui super eroi dello spazio.
- L'ex fidanzato di Scarlet, Dolph, guida un mecha somigliante ai mecha di Gundam.
- In una scena della sigla di Space Dandy si fa riferimento al film 2001: Odissea nello spazio.
- In una scena nella presentazione iniziale dell'episodio si fa un riferimento al film Il Pianeta Proibito.
- Uno dei Dandy degli altri universi paralleli è un gigante, riferimento al manga di Hajime Isayama: L'attacco dei giganti.
- La pettinatura di Dandy, simile a quella di Elvis Presley ma esagerata come gli yankee, è detta pettinatura Pompadour.
- Nell'episodio 21 si può sentire Pavane pour une infante défunte di Maurice Ravel.
- Nell'episodio 16 Dandy viene teletrasportato su un pianeta, dove incontra un pesce alieno intelligente: Baked Or Boiled Or Carpaccio. Questi rivela di essere il primo astronauta del suo popolo e di essere atterrato sulla luna dove si trova Dandy. Riferimento a Neil Armstrong.